# Jean-Yves Thibaudet
Pour les articles homonymes, voir Thibaudet.
Jean-Yves Thibaudet est un pianiste français né le 7 septembre 1961 à Lyon, dans le Rhône, d'une mère allemande et d'un père français.

## Biographie
Jean-Yves Thibaudet commence le piano à l'âge de cinq ans et joue pour la première fois en public deux ans plus tard. À douze ans, il entre au Conservatoire national supérieur de musique à Paris, où il travaille sous la direction d'Aldo Ciccolini et Lucette Descaves, qui a bien connu Maurice Ravel et a collaboré avec lui. À quinze ans, Jean-Yves Thibaudet obtient le premier prix du Conservatoire national supérieur de musique et, trois ans plus tard, figure en première place des Young Concert Artists Auditions à New York. En 1979 il remporte le deuxième prix du Concours international de piano de Cleveland.
Sa carrière commence véritablement en 1981, d'abord quand il remporte le New York Young Concert Artists' Trust, puis quand il signe, peu de temps après, un contrat d'exclusivité chez Decca. Il y enregistre l'intégrale des œuvres pour piano solo de Ravel (et plus particulièrement une interprétation brillante de Gaspard de la nuit), une grande partie de celles de Debussy, la Turangalîla-Symphonie d'Olivier Messiaen et l'intégralité des concertos pour piano de Rachmaninov.
Thibaudet fait ses débuts en Angleterre en 1989 en interprétant le Concerto pour piano no 1 de Liszt accompagné de l'Orchestre symphonique de Bournemouth, suivi d'un premier concert au Carnegie Hall à New-York en mai 1993.
Le caractère brillant de son jeu en fait un interprète de choix pour le répertoire romantique et les compositeurs impressionnistes français (Ravel, Debussy, Satie),,. Thibaudet a cependant su explorer d'autres répertoires, en interprétant de manière récurrente des arias avec des chanteurs d'opéra, et plus particulièrement avec Cecilia Bartoli. Dans un registre plus contemporain, Thibaudet a enregistré Conversations with Bill Evans, en hommage au pianiste de jazz américain en 1997,,.
En 2001, il est nommé chevalier de l'Ordre des Arts et des Lettres par la République française et officier en 2012 ; en février 2007, il reçoit une Victoire d'honneur lors de la XIVe édition des Victoires de la musique.
Il a participé aux films Reviens-moi (ou Expiation), Orgueil et Préjugés (2005) et Extrêmement fort et incroyablement près.
En février 2017, Jean-Yves Thibaudet est le premier artiste en résidence de l'Orchestre symphonique de Boston. Il a interprété avec cet orchestre le Concerto pour clavecin de Bach sous la direction d'Andris Nelsons, le Concerto pour la main gauche de Ravel sous la direction de Charles Dutoit et la Symphonie no 2 de Leonard Bernstein à nouveau dirigée par Nelsons.

## Décoration
- Officier de l'ordre des Arts et des Lettres (2012)

## Discographie sélective
- Claude Debussy : Œuvres pour piano, vol.1 et vol.2 (Decca, 1996 et 2000)
- George Gershwin : Rhapsody in Blue, Concerto pour piano avec l'Orchestre symphonique de Baltimore, dir. Marin Alsop (Decca 2010)
- Mendelssohn : Concertos pour piano 1 & 2, Variations sérieuses, Rondo capriccioso avec l'Orchestre du Gewandhaus de Leipzig, dir. Herbert Blomstedt (Decca, 2001)
- Maurice Ravel : Œuvres pour piano (2 CD, Decca, 1992)
- Serge Rachmaninov : Concertos pour piano nos 1 et 3, avec l'Orchestre de Cleveland, dir. Vladimir Ashkenazy (Decca, 2012)
- Erik Satie : Œuvres pour piano (5 CD, Decca, 2002)
- Richard Strauss : Burlesque pour piano et orchestre, 2 valses du Chevalier à la rose, Capriccio sextet avec l'Orchestre du Gewandhaus de Leipzig, dir. Herbert Blomstedt (Decca, 2005)
- "Aria: opera without words" - transcriptions et arrangements d’airs d’opéra de Saint-Saëns, Puccini, Bellini, Gluck, Strauss, Wagner, Korngold (Decca, 2007)
- Camille Saint-Saëns, concerto pour piano et orchestre no 2 et no 5 ; César Franck, Variations symphoniques pour piano et orchestre. Orchestre de la Suisse romande, dir. Charles Dutoit. Decca 2007.

## Sources
1. 1 2  « Jean-Yves Thibaudet : portrait et biographie sur France Musique », sur France Musique (consulté le 7 février 2019)
2. ↑  (en-US) « Young Concert Artists » (consulté le 6 février 2019)
3. 1 2 3 4 5 6  (en) « Thibaudet, Jean-Yves | Grove Music », sur www.oxfordmusiconline.com (DOI 10.1093/gmo/9781561592630.001.0001/omo-9781561592630-e-0000041693, consulté le 6 février 2019)
4. 1 2  (en-US) Jack Sohmer, « Jean-Yves Thibaudet: Conversations With Bill Evans », sur JazzTimes (consulté le 6 février 2019)
5. ↑  « Conversations With Bill Evans / Jean-Yves Thibaude ... - Decca: LON-455512 | Buy from ArkivMusic », sur www.arkivmusic.com (consulté le 6 février 2019)
6. ↑  « BSO Welcomes First Ever Artist-In-Residence | Boston Symphony Orchestra | bso.org », sur www.bso.org (consulté le 7 février 2019)